# Ніч виборів (фільм, 1998)
«Ніч виборів» (дан. Valgaften) — данський короткометражний комедійний фільм 1998 року режисера Андерса Томаса Єнсена.  
У 1999 році був удостоєний премії «Оскар» у номінації "Найкращий короткометражний фільм".

## Сукупність сюжету
У копенгагенському пабі без двадцяти хвилин восьма. Петер щойно замовив пиво Dos Equis і скаржиться, що двоє його друзів, які п'ють Carlsberg, расисти, коли згадує, що сьогодні вибори, а він ще не проголосував.
Намагаючись дістатися виборчої дільниці, він ловить одразу трьох таксистів-расистів, тож йому доводиться бігти під проливним дощем замість того, щоб їхати разом з ними. 
Петер вважає, що прибув вчасно, щоб проголосувати, і тому не підкоряється повторному проханню працівниці виборчої дільниці вийти за двері. Намагаючись заспокоїти чорношкіру жінку, він стверджує, що також голосує за її народ, що вона сприймає як расистське зауваження. Перехожий запитує, чи є якісь проблеми, і вона вказує на погану поведінку Петера, після чого перехожий дає героєві по пиці.
Повернувшись до пабу, Петер виявляє, що пиво, яке він до цього замовив, вже нагрілось, тому він замовляє "Карлсберг". 

## У ролях
- Ульріх Томсен - Петер;
- Єнс Йорн Споттаг - Карл;
- Оле Теструп - перший таксист;
- Джон Мартінус - другий таксист;
- Фаршад Холгі - таксист індійського походження;
- Гелла Джоф - працівниця виборчої дільниці;
- Міккель Вадшольт - бармен;
- Ніколас Бро - чоловік на вулиці;
- Томас Мілтон Волтер - таксист в кепці з прапором Конфедерації.

1. ↑  http://www.nytimes.com/reviews/movies
2. 1 2  ČSFD — 2001.